# Foundation (álbum)
| Críticas profissionais                                                      | Críticas profissionais |
| Avaliações da crítica                                                       | Avaliações da crítica  |
| Fonte                                                                       | Avaliação              |
| --------------------------------------------------------------------------- | ---------------------- |
| Allmusic                                                                    | link                   |
| RapReviews.com                                                              | link                   |
| Rolling Stone Album Guide                                                   | [ 1 ]                  |
| Esta tabela precisa de ser acompanhada por texto em prosa. Consulte o guia. |                        |

Foundation é o quarto álbum de estúdio do grupo de hip hop Brand Nubian. Foi lançado em 29 de Setembro de 1998. O álbum marcou a reunião dos quatro membros originais, Grand Puba, Sadat X, Lord Jamar e DJ Alamo, que não tinham gravado um álbum juntos desde One for All, lançado em 1990. Foundation viu o grupo recuperar seu sucesso, criticamente e comercialmente. O single "Don't Let It Go to Your Head" se tornou o seu maior sucesso na Billboard Hot 100 em 1998 e foi remixado por The Neptunes como o single de 12 polegadas "Take It to Your Head" no mesmo ano.
Ao contrário de lançamentos anteriores, Foundation apresenta produção de fora, resultando em um som atualizado. DJ Premier, O.Gee, C.L. Liggio e os membros do D.I.T.C. Lord Finesse, Diamond D e Buckwild forneceram bases para o projeto.

## Lista de faixas
| #  | Título                             | Produtor(es)                | Intérprete(s)                                 |
| -- | ---------------------------------- | --------------------------- | --------------------------------------------- |
| 1  | "Here We Go"                       | Grand Puba                  | *Interlude*                                   |
| 2  | "The Return"                       | DJ Premier                  | Lord Jamar, Sadat X, Grand Puba               |
| 3  | "Shinin' Star"                     | Grand Puba                  | Grand Puba, Sadat X, Lord Jamar               |
| 4  | "The Beat Change"                  | Lord Finesse                | Sadat X, Lord Jamar, Grand Puba               |
| 5  | "Migraine (Interlude)"             |                             | *Interlude*                                   |
| 6  | "Don't Let it Go to Your Head"     | Chris "CL" Liggio           | Grand Puba, Sadat X, Lord Jamar               |
| 7  | "Brand Nubian"                     | Buckwild                    | Grand Puba, Lord Jamar, Sadat X               |
| 8  | "Maybe One Day"                    | Buckwild                    | Grand Puba, Common                            |
| 9  | "Let's Dance"                      | Chris "CL" Liggio           | Grand Puba, Sadat X, Lord Jamar, Busta Rhymes |
| 10 | "Back Up Off the Wall"             | DJ Alamo                    | Sadat X, Lord Jamar, Grand Puba, Loon         |
| 11 | "Black on Black Crime (Interlude)" |                             | *Interlude*                                   |
| 12 | "I'm Black & I'm Proud"            | Grand Puba, DJ Alamo        | Sadat X, Lord Jamar, Grand Puba               |
| 13 | "Sincerely"                        | O.Gee/DJ Ogee               | Lord Jamar, Grand Puba, Sadat X               |
| 14 | "Probable Cause"                   | DJ Alamo                    | Grand Puba, Sadat X, Lord Jamar, DJ Alamo     |
| 15 | "The Ghetto (Interlude)"           |                             | *Interlude*                                   |
| 16 | "Love vs. Hate"                    | Lord Finesse                | Grand Puba, Lord Jamar, Sadat X               |
| 17 | "Too Late"                         | Chris "CL" Liggio, DJ Alamo | Grand Puba, Lord Jamar, Sadat X, Sherene      |
| 18 | "Straight Outta Now Rule"          | Lord Finesse                | Lord Jamar, Grand Puba, Sadat X               |
| 19 | "Foundation"                       | Diamond D                   | Lord Jamar, Sadat X, Grand Puba               |
| 20 | "U For Me"                         | Lord Finesse                | Grand Puba, Lord Jamar, Sadat X               |

## Posições do álbum nas paradas musicais
| Ano  | Álbum      | Posições nas paradas musicais | Posições nas paradas musicais |
| Ano  | Álbum      | Billboard 200                 | Top R&B/Hip-Hop Albums        |
| ---- | ---------- | ----------------------------- | ----------------------------- |
| 1998 | Foundation | 59                            | 12                            |

## Posições dos singles nas paradas musicais
| Ano  | Canção                         | Posições nas paradas musicais | Posições nas paradas musicais    | Posições nas paradas musicais |
| Ano  | Canção                         | Billboard Hot 100             | Hot R&B/Hip-Hop Singles & Tracks | Hot Rap Singles               |
| ---- | ------------------------------ | ----------------------------- | -------------------------------- | ----------------------------- |
| 1998 | "Don't Let It Go To Your Head" | 54                            | 24                               | 3                             |